# ホスファチジルイノシトール-3,4-ビスリン酸-4-ホスファターゼ
ホスファチジルイノシトール-3,4-ビスリン酸-4-ホスファターゼ(Phosphatidylinositol-3,4-bisphosphate 4-phosphatase、EC 3.1.3.66)は、以下の化学反応を触媒する酵素である。
1-ホスファチジル-ミオイノシトール-3,4-ビスリン酸 + 水{\displaystyle \rightleftharpoons }1-ホスファチジル-1D-ミオイノシトール-3-リン酸 + リン酸
従って、この酵素の基質は1-ホスファチジル-ミオイノシトール-3,4-ビスリン酸と水、生成物は1-ホスファチジル-1D-ミオイノシトール-3-リン酸とリン酸である。
この酵素は加水分解酵素、特にリン酸モノエステル加水分解酵素に分類される。系統名は、1-ホスファチジル-1D-ミオイノシトール-3,4-ビスリン酸 4-ホスホヒドロラーゼ(1-phosphatidyl-1D-myo-inositol-3,4-bisphosphate 4-phosphohydrolase)である。その他、inositol-3,4-bisphosphate 4-phosphatase、D-myo-inositol-3,4-bisphosphate 4-phosphohydrolase、phosphoinositide 4-phosphatase、inositol polyphosphate 4-phosphatase、D-myo-inositol-3,4-bisphosphate 4-phosphohydrolase、inositol polyphosphate 4-phosphatase type II等とも呼ばれる。この酵素は、イノシトールリン酸の代謝及びホスファチジルイノシトールの信号伝達系に関与している。